# Zugzwang. Mossa obbligata
Zugzwang. Mossa obbligata è un romanzo giallo del 2007 scritto da Ronan Bennett e pubblicato dalla casa editrice TEA nel 2009.

## Trama
Marzo 1914: la Rivoluzione Russa è alle porte: San Pietroburgo è una città viva e travolgente, centro nevralgico di una nazione in bilico sull'orlo di un cambiamento epocale. Qui la cavalleria prova a ricacciare indietro lo spettro del comunismo; l'antisemitismo mostra il suo volto più scellerato; lo zar è l'ago di una bilancia impazzita e un grande torneo scacchistico sta per iniziare.
Otto Spethmann, questo il nome del protagonista, uno psichiatra di scuola freudiana di origine ebrea ed appassionato di scacchi, pochi giorni dopo l'assassinio di un direttore di giornale, riceverà la visita inaspettata della polizia, a caccia di informazioni.

## Edizioni
1ª edizione inglese
- Ronan Bennett, Zugzwang, Bloomsbury Publishing PLC, 2007, ISBN 978-0-7475-8711-8.

1ª edizione americana
- Ronan Bennett, Zugzwang, Bloomsbury USA, 2007, ISBN 978-1-59691-253-3.

1ª edizione italiana
- Ronan Bennett, Zugzwang. Mossa obbligata, traduzione di Silvia Piraccini, TEA, 2009,  pp. 293, ISBN 978-88-502-1906-3.